# Vitez (stad)
Vitez (serbiska: Витез) är en stad i Bosnien och Hercegovina.   Den ligger i entiteten Federationen Bosnien och Hercegovina, i den centrala delen av landet, 60 km nordväst om huvudstaden Sarajevo. Vitez ligger 410 meter över havet och antalet invånare är 8 140.